# Tình khúc bạch dương
Tình khúc bạch dương là một bộ phim truyền hình được thực hiện bởi Trung tâm Phim truyền hình Việt Nam, Đài Truyền hình Việt Nam do Vũ Trường Khoa làm tổng đạo diễn. Phim được chuyển thể từ tiểu thuyết Tình khúc Lavanda của nhóm FBKN. Phim phát sóng vào lúc 20h45 thứ 5, 6 hàng tuần bắt đầu từ ngày 25 tháng 1 năm 2018 và kết thúc vào ngày 14 tháng 6 năm 2018 trên kênh VTV1.

## Nội dung
Tình khúc bạch dương xoay quanh hai mối tình lãng mạn giữa cặp đôi Hùng và Quyên, Quang và Vân. Thời trẻ, họ đã cũng nhau trải qua những tháng ngày thanh xuân tươi đẹp và rực rỡ. Trớ trêu thay, những vất vả nơi xứ người, với sự bồng bột, ích kỷ và cái tôi quá cao đã dần đẩy họ ra xa nhau. 30 năm sau, cả bốn người đều phải đối mặt với những vết thương năm xưa bằng một cách không hề mong muốn...

## Diễn viên

### Diễn viên chính
- Chi Bảo trong vai Hùng[6]
- Thanh Mai trong vai Quyên[6]
- Lê Vũ Long trong vai Quang[6]
- Hoa Thúy trong vai Vân[6]
- Nhã Phương trong vai Diệu Anh[6]
- Bình An trong vai Linh / Quang (lúc trẻ)[6]
- Huỳnh Anh trong vai Hùng (lúc trẻ)[6]
- Nguyễn Minh Trang trong vai Quyên (lúc trẻ)[7]
- Huỳnh Hồng Loan trong vai Vân (lúc trẻ)[6]
- Kiều Anh trong vai Hoa
- Quang Tuấn trong vai Lâm
- Công Lý trong vai Đoàn
- Hải Anh trong vai Bình
- Khuất Quỳnh Hoa trong vai Hiền Ngân
- Phan Minh Huyền trong vai Đan
- Lyudmila Safonova trong vai Bà Anna

### Diễn viên phụ
- Trọng Trinh trong vai Tiến
- Thế Bình trong vai Giám đốc Sơn
- Nguyễn Kim Oanh trong vai Giang
- Đức Hùng trong vai Giám đốc Ngân hàng
- Ngọc Thoa trong vai Mẹ Quang
- Ngô Thu Thuận trong vai Hạnh
- Quỳnh Kool trong vai Trang
- Michel Pham trong vai Ivan
- Nguyễn Mai Phương trong vai Tiến
- Đoàn Hải Linh trong vai Toàn

Cùng một số diễn viên khác....

## Ca khúc trong phim
Bài hát trong phim là ca khúc "Mãi chỉ là giấc mơ" do Lê Anh Dũng sáng tác và Tùng Dương thể hiện.

## Tranh cãi
Trong những tập đầu phát sóng, Tình khúc bạch dương đã bị đa số cựu du học sinh tại Nga, bao gồm một trong số các biên kịch của phim là bà Nguyễn Hải Anh, chỉ trích vì cho rằng phim không hề phản ánh đúng với cuộc sống của du học sinh cùng thời, cũng như sa đà vào các tình tiết liên quan đến buôn bán, làm ăn trong khi thực tế học sinh chỉ "học là chính". Ngoài ra, phim cũng bị cho là cổ súy ngoại tình và lạm dụng quá mức các mối quan hệ tình cảm chồng chéo gây ra sự phi lý trong nội dung và tình tiết.

## Giải thưởng
| Năm  | Giải thưởng    | Hạng mục                   | (Người) đề cử | Kết quả       | Tham khảo |
| ---- | -------------- | -------------------------- | ------------- | ------------- | --------- |
| 2018 | Ấn tượng VTV   | Nam diễn viên Ấn tượng     | Lê Vũ Long    | Đề cử         | [ 11 ]    |
| 2018 | Giải Cánh diều | Nam diễn viên phụ xuất sắc | Bình An       | Đoạt giải     | [ 12 ]    |
| 2018 | Giải Cánh diều | Phim truyện truyền hình    | —             | Cánh diều bạc | [ 12 ]    |